# Voorste Molen (Kortenhoef)

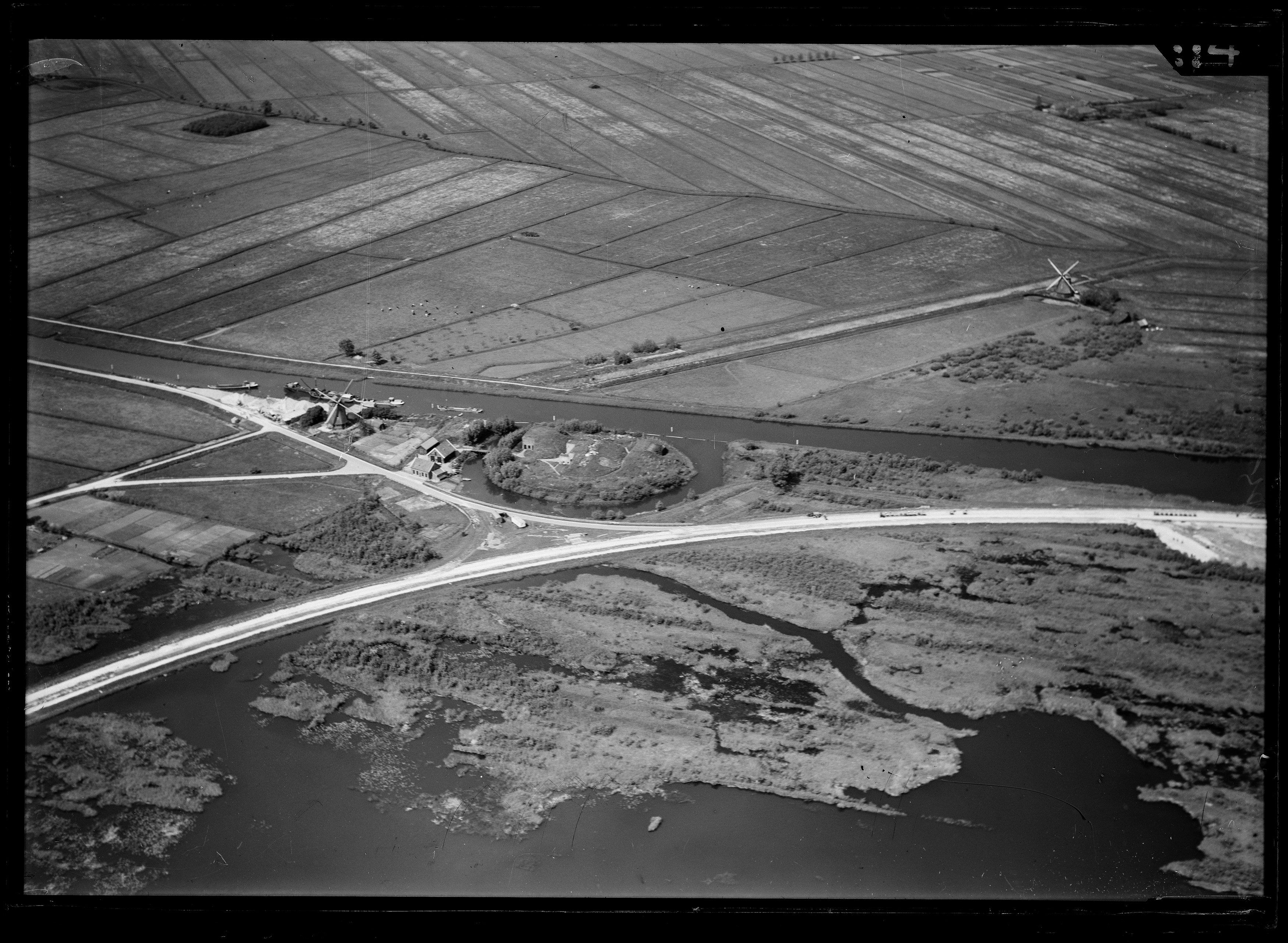
v.l.n.r.: de Voorste Molen, het Fort Kijkuit en rechts staat nog de Middelste Molen (afgebrand in 1942). Het Hilversums Kanaal is de donkere lijn van links naar rechts en de lichte gebogen lijn is de weg van Hilversum naar Vreeland. (1930-1940)

De Voorste Molen (ook wel aangeduid met Gabriël) in Kortenhoef is in 1635 gebouwd en bemaalde, samen met de inmiddels verdwenen Middelste Molen en de Achterste Molen, de polder Kortenhoef. In 1957 is de achtkantige binnenkruier verkocht aan de Stichting Molen Gabriël die de molen uitwendig liet restaureren. Het gaande werk en het scheprad waren toen al verwijderd. In de molen bevindt zich nu een woning. De molen is niet te bezichtigen.
De naam Gabriël is ontleend aan de kunstschilder Paul Joseph Constantin Gabriël, die van deze molen diverse schilderijen heeft gemaakt.
Op 9 maart 1635 werd de bouwopdracht verstrekt aanbesteed en op 24 juni 1635 zou de molen opgeleverd moeten worden. Peter Corneliszoon Plemper, een molenmaker gevestigd in Naarden, bouwde de molen voor 4220 gulden. Dit was de derde molen op een rij, samen met de Middelste en de Achterste molen, bemaalde deze molen eeuwenlang de 1517 hectare grote polder Kortenhoef via een voorboezem op de Vecht.
In 1891 brandde de Achterste Molen af, deze molen was toen al niet meer in gebruik. In januari 1942 brandde ook de Middelste Molen tot de grond toe af. In 1937 kwam het Hilversums Kanaal gereed, hierdoor kwam de molen buiten de polder te staan en raakte overbodig. Het kanaal kreeg immers een open verbinding met de plas en bij de Vecht kwam een gemaal.
De molen vormde een probleem voor de eigenaar, de Polder Kortenhoef. De polder wilde de molen niet onderhouden en gaf de molen in eerste instantie weg aan de vereniging Curtevenne, maar door gebrek aan geld kwam de restauratie niet van de grond. In 1955 werd de molen nogmaals weggegeven, toen aan de stichting De molen van Gabriël. Deze stichting liet de molen wel uitwendig restaureren. Het scheprad en aandrijflijn werden volledig verwijderd en de waterlopen gedempt. De bewoner van de molen kreeg in ruil voor de restauratie het recht om in de molen te wonen.
De restauratie was niet volledig en het duurde tot 1992 voor de wieken van de molen weer konden draaien.